# Yahweh
Este artículo trata sobre el dios cananeo. Para la concepción judía moderna de Yahweh, véase Dios en el judaísmo. Para la vocalización de Yahweh y usos, véase Tetragrámaton.

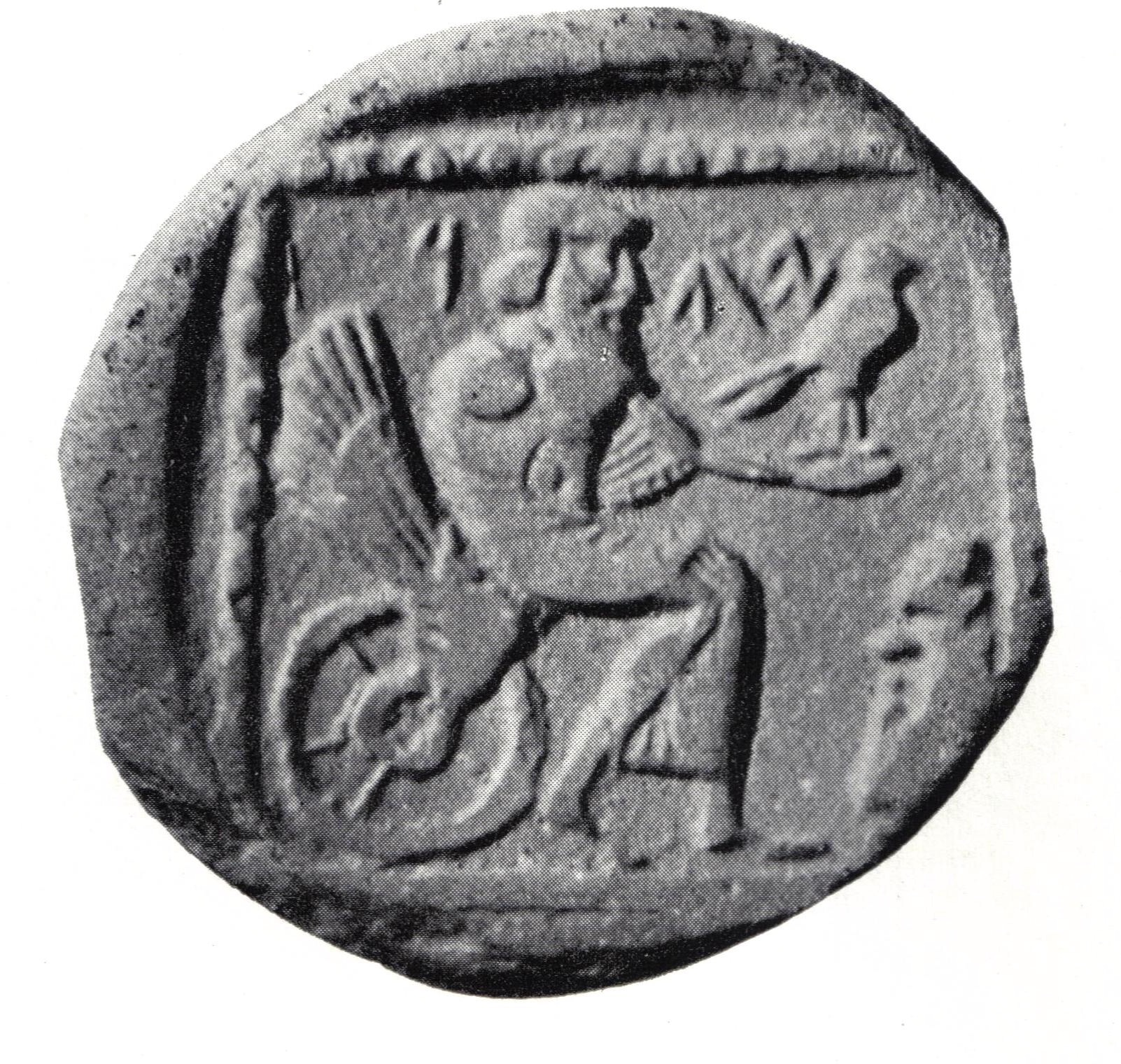
Una dracma de la provincia persa de Yehud Medinata, posiblemente representando a Yahweh sentado en un trono solar alado con ruedas, aunque esta identificación es disputada.

Yahweh (𐤉𐤄𐤅𐤄, reconstruido como יַהְוֶה Yahwe [jahˈwe]), también escrito Yahveh, era un dios cananeo que aparece en la Biblia como divinidad tutelar del Reino de Israel y Judá durante la Edad del Hierro. Se discuten sus orígenes y el desarrollo de su culto, dado que se carece de textos anteriores al siglo IX a. C. Los mismos, en su mayoría parte de la Biblia, han sido modificados y reinterpretados; la arqueología, la crítica textual y la epigrafía procuran dar una imagen de esta deidad según los métodos históricos. La mayoría de eruditos considera que los primeros israelitas fueron politeístas, y adoraban a Yahweh junto a otra variedad de dioses de la religión cananea, incluyendo a El, Astarot y Baal. Otros afirman que el monoteísmo era la creencia originaria de los primeros israelitas, y la adopción del politeísmo se dio durante una época posterior.
Hay consenso entre los estudiosos de que el culto de Yahweh ya existía a comienzos de la Edad del Hierro, e incluso puede rastrearse en la Edad del Bronce. En cuanto al ámbito geográfico, es un dios propio del sur de Canaán, la región conocida como Edom y el Sinaí. 
Las menciones más tempranas de Yahweh se encuentran en textos egipcios que hacen referencia a un lugar de nombre similar asociado con los nómadas Shasu del sur de Transjordania. Es posible que su nombre haya sido un epíteto de El, dios supremo del panteón cananeo. La Estela de Mesa datada en el 840 a. C., menciona al rey extranjero de los moabitas tomando los cálices de Yahweh en Israel y ofreciéndolos al dios Quemos.
En los textos bíblicos más antiguos, Yahweh aparece como un típico «dios guerrero» de Oriente Próximo, el cual lidera una hueste divina; los ejércitos de Yahweh, contra los enemigos del pueblo de Israel. En el siglo VIII a. C., según las inscripciones de Kuntillet Ajrud, Yahweh era venerado en Temán, al norte de Arabia, y en Samaria, sede del reino de Israel, donde parece haber sido venerado como dios tutelar, e incluso supremo, por lo menos desde el reinado de Jeroboam II. Por la misma época, la corte real de Jerusalén, lo veneraba en su Templo y hacia el siglo VII a. C. ya lo consideraba el supremo dios del universo, habiendo absorbido los rasgos de divinidades anteriores. Hacia el final del cautiverio en Babilonia (siglo VI a. C.), una gran parte de los adoradores de Yahweh negaban la existencia de otros dioses y lo proclamaba Creador del Universo y dios único. Este partido "solo Yahweh" se impuso en la provincia de Judea, con el apoyo de los soberanos aqueménidas y gracias a gobernadores como Nehemías y escribas como Esdras, definiendo a Yahweh como único dios, concepto que pasó al judaísmo, y, por extensión, al cristianismo y al islam.

## Nombre
El nombre del dios fue escrito en paleo-hebreo como 𐤉𐤄𐤅𐤄 ( יהוה en escritura de bloque ), transcrito como YHWH; la erudición moderna ha llegado a un consenso para transcribir esto como Yahweh. Las formas abreviadas "Yahu/Yeho" (יהו) contraído en "Yo" (יו) y "Yah" (יה) aparecen en nombres personales y en frases como "¡Aleluya!"

Yahweh en fenicio, paleo-hebreo y arameo

Este nombre no está claramente atestiguado más que entre los israelitas y su etimología probablemente deriva del verbo hyh "ser/estar". Ehye ašer ehye (" Yo soy el que soy"), la explicación presentada en Éxodo 3:14, parece ser una glosa teológica tardía inventada en un momento en que el significado original había sido olvidado. El erudito bíblico Frank Moore Cross ha propuesto que Yahweh se deriva de un epíteto potencial de Ēl: ḏū yahwī ṣabaʾôt , "el que crea las huestes" (contraído de ʾel zū yahwī ṣabaʾôt), quizás un epíteto de Ēl como deidad patrona de una liga madianita. Este argumento ha sido criticado por tener numerosas debilidades, incluidos los caracteres diferentes de los dos dioses Ēl y Yahweh, la asociación de Yahweh con la tormenta (una asociación nunca hecha con Ēl), y el hecho de que ʾel zū yahwī ṣabaʾôt no está atestiguado en ninguna parte ni dentro ni fuera de la Biblia.
La sacralidad del nombre, así como el Mandamiento contra "tomar el nombre 'en vano' ", llevó a prohibiciones cada vez más estrictas de hablar o pronunciar el término por escrito. Las fuentes rabínicas sugieren que, en el período del Segundo Templo, el Sumo Sacerdote pronunciaba el nombre de Dios solo una vez al año, en el Día de la Expiación, aunque es más que probable que esto sea una exageración, y que de hecho, el nombre se pronunciara diariamente en la liturgia del Templo en la bendición sacerdotal de los fieles, después del sacrificio diario; mientras que fuera del Templo y en las sinagogas, se usó un sustituto (probablemente "Adonai"). Con la destrucción del Templo, el nombre ya no se usó en ninguna liturgia y su pronunciación fue olvidándose hacia el siglo V d. C.
En hebreo algunas consonantes funcionan como vocal, sin embargo, no es posible establecer si [vav] es una v o una u. Las fuentes antiguas se alternan entre Ιαβε (Yabe) o Ιαουε (Yaue); por lo tanto, son igualmente válidas.

## Historia

### Orígenes
No hay casi acuerdo en los orígenes y el significado del nombre de Yahweh, y mucho menos en su correcto significado y que no hay más mención que entre los israelitas. Los israelitas fueron originalmente semitas, y Yahweh no parece haber integrado el panteón cananeo. El líder del Panteón cananeo era El, y una teoría sostiene que la palabra Yahweh está basada en la raíz hebrea HYH/HWH, que significa "ser" o "hacer ser," quizás una abreviatura de ˀel ḏū yahwī ṣabaˀôt, (𐤀𐤋 𐤃 𐤉𐤄𐤅𐤄 𐤑𐤁𐤀𐤕) "El quien crea las huestes", que se refiere a la hueste celestial que a compaña a El mientras marcha al costado de las huestes de Israel. Este argumento tiene numerosas debilidades, entre las que se incluye el carácter diferenciado de ambos dioses, y el hecho de que el dū yahwī ṣaba’ôt no está en ningún lugar dentro o fuera de la biblia.
La aparición más antigua que se conserva de Yahweh es el nombre de un lugar, la "tierra de Shasu de Yhw", en una inscripción egipcia de tiempos de Amenhotep III (1402-1363 a. C.), donde los Shasu eran nómadas de Madián y Edom en el norte de Arabia. En este caso, la etimología más plausible para el nombre puede ser la raíz HWY, que significaría "él sopla", algo apropiado a una divinidad climatológica. Hay un apoyo considerable pero no universal para este punto de vista, pero aún permanece la pregunta de quién lo ha llevado al norte. La hipótesis cenea, muy apoyada por la comunidad, sostiene que los comerciantes llevaron a Yahweh a Israel a través de las rutas de caravanas entre Egipto y Canaán. La fuerza de la hipótesis cenea es que ata numerosos datos, como la ausencia de Yahweh en Canaán, sus vínculos con Edom y Madián en las referencias bíblicas, y los lazos ceneos o madianitas de Moisés, pero sus principales debilidades son que la mayoría de los israelitas estaban firmemente arraigados en Canaán, y las dudas en torno a la historicidad de Moisés. Si se mantiene la hipótesis cenea sin aceptar alguna forma de la tradición de Moisés, entonces se deberá suponer que los israelitas se encontraron con Yahweh (y los madianitas/ceneos) dentro de Israel.

### Edad del Hierro I (1200-930 a.C.): Yahweh y los orígenes de Israel
Israel emerge en los registros históricos en las últimas décadas del siglo XIII a. C., en el final de la Edad de Bronce tardía cuando el sistema de ciudades estado cananeas estaba terminando. El punto de donde surge la religión israelí fue cananea.El, "el amable, el compasivo," "el creador de criaturas," era el jefe de los dioses cananeos, y él, no Yahweh, fue el "dios de Israel" original —la palabra "Israel" está basada en el nombre El más que en Yahweh. El vivía en una carpa en una montaña de cuya base se originaban todas las aguas frescas del mundo, con la diosa Asherah como su consorte. Esta pareja formaba la cima del panteón cananeo; el segundo escalón estaba conformado por sus hijos, los "setenta hijos de Athirat" (una variante del nombre Asherah).Baal era un dios prominente en este grupo, que tenía su sede en el Monte Zaphon; con el tiempo Baal se volvió la principal deidad cananea, por lo que El se transformó en el poder ejecutivo y Baal el poder militar en el cosmos. La esfera de Baal era la tormenta con sus lluvias dadoras de vida, por lo que también era un dios de la fertilidad, aunque no el dios de la fertilidad. Debajo de los setenta dioses secundarios había un escalón comparativamente menor de deidades de la industria y el comercio, y un cuarto escalafón compuesto por ángeles y mensajeros divinos. El y sus hijos componían la Asamblea de los Dioses, y cada miembro tenía una nación humana bajo su égida; una variante textual del Deuteronomio 32:8-9 podría describir a El dividiendo a las naciones del mundo entre sus hijos, y a Yahweh tocándole Israel:
Cuando el Supremo (’elyôn) le dio a las naciones su herencia,
 cuando separó la humanidad,
él fijó los límites entre los pueblos
de acuerdo al número de hijos de Dios.
Por la parte de Yahweh y su gente,
Jacob tuvo su herencia.
Los israelitas inicialmente veneraban a Yahweh junto a una variedad de dioses y diosas cananeas, incluyendo a El, Asherah y Baal. En el período de los Jueces y la primera mitad de la Monarquía, El y Yahweh confluyeron en un proceso de sincretismo religioso. Como resultado, ’el (hebreo: אל) se volvió un término genérico para "dios", como opuesto a una deidad específica, y epítetos como El Shaddai empezaron a aplicarse para Yahweh únicamente, disminuyendo la importancia de El y fortaleciendo la posición de Yahweh. La religión de Yahweh absorbió rasgos de Baal, El y Asherah, con Asherah absorbidos en los aspectos femeninos de la Shekinah o presencia divina, y la naturaleza de Baal como un dios climatológico asimilada en la identificación del propio Yahweh con la tormenta. En la siguiente etapa, la religión de Yahweh se separó de su herencia cananea, primero rechazando a la veneración de Baal en el siglo IX a. C., y luego a través de los siglos VIII al VI con la condenación de los profetas a Baal, a los asherim, la adoración del sol, la adoración en los "lugares elevados", prácticas mortuorias, y otros asuntos. Algunos autores afirman que el monoteísmo era la creencia originaria de los primeros israelitas, y la adopción del politeísmo se dio durante una época posterior.
En las primeras literaturas, tales como la Canción del Mar (Éxodo 15:1-18, que celebra la victoria de Yahweh sobre Egipto en el Éxodo), Yahweh es un guerrero para su gente, un dios de las tormentas típico de los antiguos mitos de Oriente Próximo, marchando de la región del sur o sureste de Israel con una armada celestial de estrellas y planetas que forman su ejército. Las batallas de Israel son las de Yahweh, las victorias de Israel sus victorias, y mientras otras gentes tienen otros dioses, el dios de Israel es Yahweh, que procurará un lugar fértil de descanso para ellos:
No hay otro como el Dios de Jesurún (i.e., Israel)
que cabalga por los cielos a tu auxilio...
él subyuga a los viejos dioses, rompe las fuerzas de antaño...
para que Israel viva segura, sin problemas está la morada de Jacob...
Tus enemigos vendrán a adularte,
y tú hollarás sus espaldas. (Deuteronomio 33:26-29)

### Edad del Hierro II (1000-586 a.C.): Yahweh como Dios de Israel

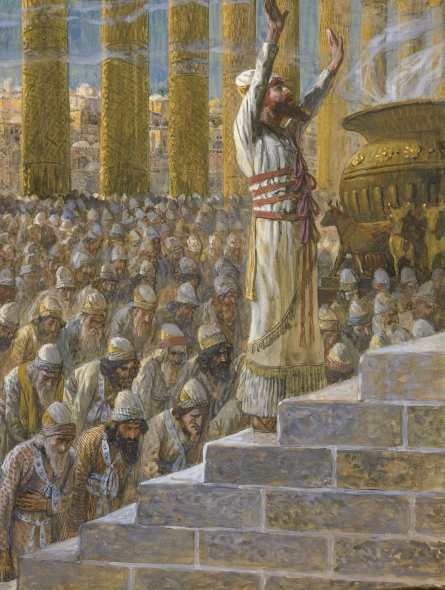
Salomón orando frente al Templo en Jerusalén (pintado por James Tissot o un aprendiz, c. 1896-1902)

En la Edad del Hierro Yahweh fue el dios nacional de los reinos de Israel y Judá, y parece haber sido solo adorado en estos dos reinos; esto era inusual en el antiguo Oriente Próximo pero no excepcional: Ashur, por ejemplo, sólo era adorado por los asirios.
Después del siglo IX a. C. las tribus y cacicazgos de la Edad del Hierro I fueron reemplazados por estados nacionales étnicamente relacionados, como Israel, Judá, Moab, Amón y otros, cada uno con su dios nacional, y todos más o menos iguales. Así, Chemosh era el dios de los moabitas, Milcom el dios de los amonitas, Qos el dios de los edomitas, y Yahweh el "Dios de Israel" (no se menciona a un "Dios de Judá" en ningún lugar de la Biblia). En cada reino, el rey era además el sumo sacerdote de la religión nacional, y por tanto el virrey en la Tierra de su dios principal; en Jerusalén esto se reflejaba cada año cuando el rey presidía la ceremonia en la cual Yahweh era simbólicamente entronizado (curiosamente, el culto a Yahweh es anicónico, por lo cual lo que se entronizaba era el Arca de la Alianza). En una inscripción descubierta en Ein Gedi y datada hacia el 700 a. C., Yahweh aparece descrito como el señor de las naciones, mientras que en otros textos contemporáneos descubiertos en Khirbet Beit Lei (próximo a Laquis) se le menciona como el soberano de Jerusalén y probablemente también de Judá.

#### Yavé y el monoteísmo

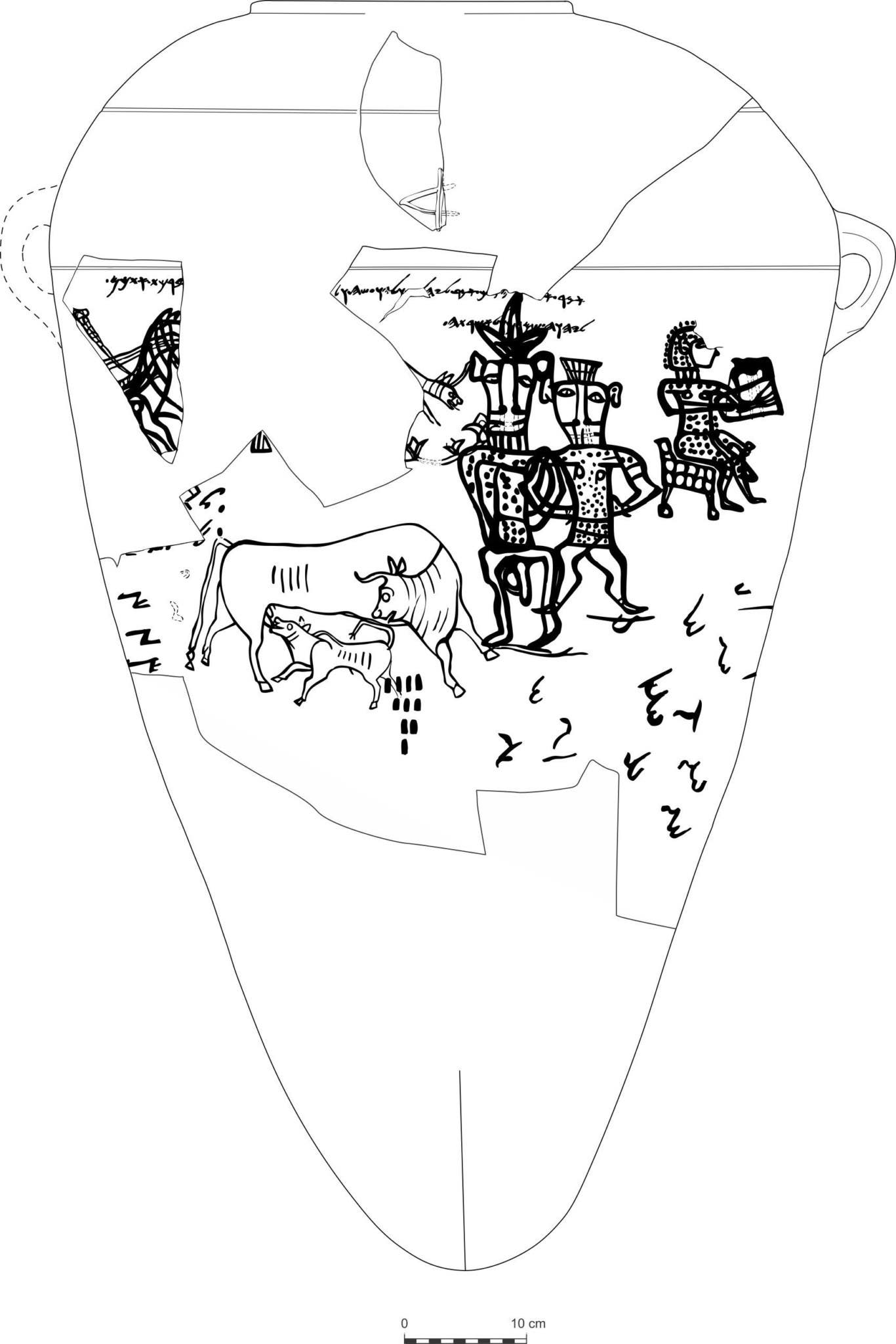
Imagen en un fragmento de pithos encontrado en Kuntillet Ajrud con la inscripción "Yahweh y su Asherah". Las dos imágenes paradas se suelen interpretar habitualmente como la pareja divina, mientras que la figura con lira detrás de ellos sería un artista. Alternativamente, muchos historiadores del arte identifican las figuras paradas como representaciones del dios egipcio Bes, debido a sus llamativamente bovinos rasgos. Ziony Zevit argumentó que Yahweh fue representado como Bes, aunque hay poca evidencia de esto. También es posible que las imágenes no tengan nada que ver con la inscripción.

El Israel pre-exilio, como sus vecinos, era politeísta, y su monoteísmo fue el resultado de circunstancias históricas únicas. El dios original de Israel era El, como el nombre lo demuestra —su probable significado fuera "Pueda reinar El" o alguna otra oración que envolviera dicho nombre. En el período tribal temprano, cada tribu tendría su propia deidad tutelar; cuando emergió el reinado, el estado promovió a Yahweh como dios nacional de Israel, supremo sobre los demás dioses, y gradualmente Yahweh absorbió todos los rasgos positivos de los demás dioses y diosas. Yahweh y El convergieron en varios centros religiosos, como Siquem, Siló y Jerusalén, con el nombre de El volviéndose el término genérico para "dios" y Yahweh, el dios nacional, apropiándose de muchos de los títulos antiguos del otro dios, tales como El Shaddai (Todopoderoso) y El Elyon (Supremo).
Asherah, antiguamente la esposa de El, fue posiblemente venerada como la consorte de Yahweh o incluso su madre; en Khirbet el-Kôm y Kuntillet Ajrûd se descubrieron textos que hacían referencia a "Yahweh y su Asherah", y varios pasajes bíblicos pueden indicar que había estatuas suyas en templos de Jerusalén, Bethel, y Samaria. Otros eruditos consideran que la "asherah" mencionada en las inscripciones de Khirbet el-Kôm y Kuntillet Ajrûd era solo un símbolo u objeto de culto de Yahweh. Yahweh puede también haberse apropiado de Anat, la esposa de Baal, como su consorte, ya que se menciona a Anat-Yahu ("Anat de Yahu," i.e., Yahweh) en colonias judías de Elefantina datadas del siglo V a. C. Una diosa llamada Reina del Cielo, probablemente una fusión entre Astarté y la diosa mesopotámica Ishtar, también era venerada en Israel, posiblemente a título de Asherah. La adoración de Baal y Yahweh coexistió en un período temprano de la historia de Israel, pero fueron considerados irreconciliables luego del siglo IX a. C., luego de los esfuerzos del rey Ahab y la reina Jezabel de elevar a Baal al estatus de dios nacional, aunque el culto a Baal continuó por un tiempo.
La monolatría a Yahweh empezó tempranamente con Elías en el siglo IX a. C., pero tomó fuerza con Josías en el VII a. C.; aunque incluso ahí se trataba de una porción pequeña, hasta que ascendió durante el exilio y el temprano período del Segundo Templo. Los primeros cultores de esta facción son ampliamente reconocidos como monolátricos antes que verdaderos monoteístas; no creían que Yahweh fuera el único en existir, pero sí que era el único que el pueblo de Israel debiera seguir. Finalmente, en la crisis nacional del exilio, los seguidores de Yahweh fueron un paso más allá y directamente negaron la existencia de dioses más allá de Yahweh, haciendo el pasaje de monolatrismo a monoteísmo.

### Judaísmo del Segundo Templo

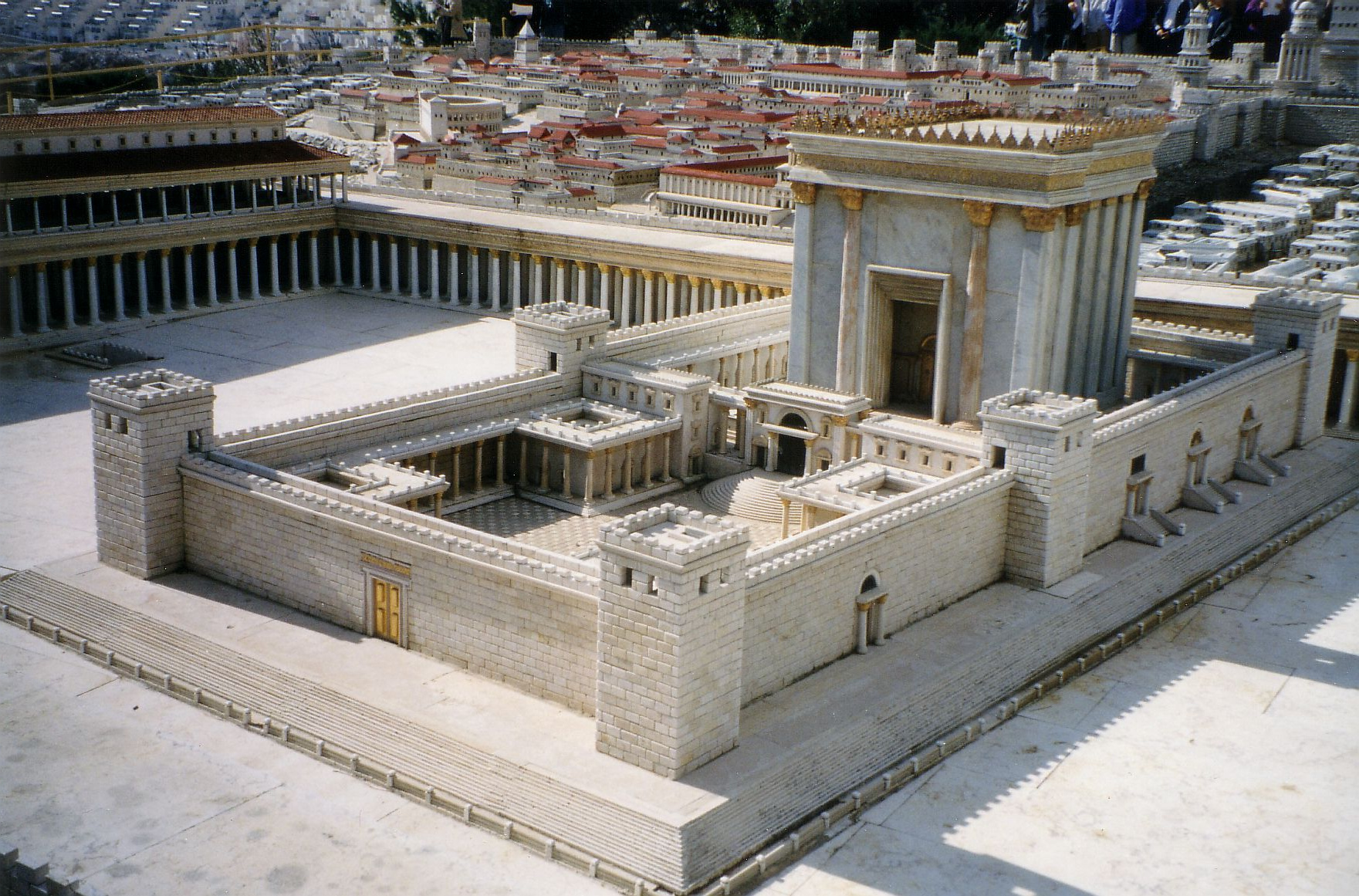
Reconstrucción moderna de cómo habría lucido el Segundo Templo de Yahweh durante la renovación de Herodes I

Babilonia cayó en el año 539 a. C. ante el conquistador persa Ciro, y en 538 a. C. los exiliados pudieron volver a Yehud medinata, como era conocida dicha provincia persa. Se dice normalmente que el Templo fue reconstruido en el período de 520-515 a. C., pero parece probable que sea una fecha artificial elegida 70 años después de la destrucción y reconstrucción, cumpliendo la profecía del Libro de Jeremías.
En décadas recientes, los eruditos mayoritariamente consideran que la Biblia hebrea fue compilada, revisada y editada en el siglo V a. C. para reflejar las realidades y desafíos de la era persa.
Los regresados tenían un interés particular por la historia de Israel: pueden haber habido varias versiones de los escritos de la Torá (los libros del Génesis, éxodo, Levítico, Números y el Deuteronomio), por ejemplo, durante la Monarquía, pero fue durante el Segundo Templo que fue revisado y editado e algo parecido a su forma actual, y el Libro de Crónicas, una historia nueva en aquel momento, refleja las preocupaciones del Yehud persa en su foco casi exclusivo en el Reino de Judá y el Templo.
En la era persa, los autores proféticos eran de especial interés, y varios de sus trabajos se compusieron en este período (como los últimos diez capítulos del Libro de Isaías, el Libro de Hageo, el Libro de Zacarías, el de Malaquías y tal vez el Libro de Joel) y algunos más antiguos fueron editados y reinterpretados en este momento. El corpus de textos bíblicos pertenecientes a la categoría de Sapienciales vio la composición de la mayoría de sus obras correspondientes.
El Judaísmo del Segundo Templo no estaba centrado en sinagogas, que comenzaron a aparecer recién después del siglo III a. C., junto con la lectura y estudio de la Escrituras, pero en el mismo Templo, además de un ciclo de sacrificios de sangre (fundamentalmente animales). La Torá, o ley ritual, también era importante, y los sacerdotes del Templo eran los responsables de enseñarla, pero el concepto de Escrituras solo se desarrolló lentamente. Aunque la autoridad de la Torá (el Pentateuco) y los Profetas fueran aceptadas en su totalidad alrededor del siglo I a. C., además diferentes grupos de judíos tenían otros grupos de libros como autoridad también.
Durante este período, decir el nombre de Yahweh en público se convirtió en tabú. Cuando leían las escrituras, los judíos sustituían el nombre divino con la palabra adonai (אֲדֹנָי), que significa "Señor". El Sumo Sacerdote tenía permitido nombrarlo una vez en el templo durante Yom Kippur, pero en ningún otro lugar ni momento. Durante el período helenístico, las escrituras fueron traducidas al griego por judíos de la diáspora. Las traducciones griegas de las escrituras hebreas traducen tanto al tetragrámaton como al adonai como kyrios (κύριος), que significa "el Señor". Luego de que el templo fuera destruido en el 70 d. C., la pronunciación original del tetragrámaton se perdió.
El período de gobierno persa vio el desarrollo de las expectativas de un futuro rey humano que gobernaría en un Israel purificado en nombre de Yahweh al final de los tiempos; es decir, un mesías. Las primeras menciones a esto son de Hageo y de Zacarías, ambos profetas del período persa temprano. Veían al mesías en Zorobabel, un descendiente de la casa de David que pareció, brevemente, estar a punto de restablecer la antigua casa, o en Zorobabel y el primer Sumo Sacerdote, Josué (Zacarías habla de dos mesías, uno real y otro sacerdotal). Estas esperanzas fueron frustradas rápidamente (Zorobabel desapareció de los registros históricos, aunque los Sumos Sacerdotes continuaron la línea de Josué), y luego hay meras referencias generales a un Mesías descendiente de David. De estas ideas emergerían luego el cristianismo, el judaísmo rabínico, y el Islam.

## Culto

### Festivales y sacrificios
El núcleo de la adoración a Yahweh se basaba en tres grandes festivales anuales que coincidían con grandes eventos agrícolas: Pésaj con el alumbramiento de corderos, Shavuot con la cosecha cerealera, y Sucot con la recolección de frutos. Estos rituales probablemente precedieran a la religión de Yahweh, pero se vincularon a los mitos nacionales de Israel: Pésaj con el Éxodo de Egipto, Shavuot con las Tablas de Ley en el Monte Sinaí, y Sucot con los años en el desierto. Los festivales pues celebraban la victoria de Yahweh sobre Egipto y la constitución del pueblo de Israel como el Pueblo Elegido, aunque el significado previo no fue enteramente olvidado. Su adoración presumiblemente incluía sacrificios, pero muchos académicos han concluido que los rituales introducidos en el Levítico 1-16, con su núcleo en la pureza y el arrepentimiento, fueron introducidos durante el cautiverio de Babilonia, y que en realidad las cabezas familiares ofrecían los sacrificios que creían convenientes.(algunos eruditos incluso afirman que existían sacrificios de niños, ya fuese a la deidad del inframundo Molech o al mismo Yahweh, hasta las reformas del rey Josías en el tardío siglo VII a. C.). El sacrificio sería complementado por el canto o recitación de salmos, pero los detalles son escasos. El rezo individual tenía poco peso en el culto.

### Templos
El papel de Yahweh como dios nacional se reflejó cada año en Jerusalén cuando el rey presidía una ceremonia en la que Yahvé era entronizado en el Templo. La Biblia da la impresión de que el Templo de Jerusalén era el templo principal o incluso el único santuario a Yahweh, pero este no era el caso: El punto de adoración israelita más temprano es un altar al aire libre en las colinas de Samaria, y datan del siglo XII a. C.; se trata de un toro de bronce que recuerda al "El-Toro" (El en forma de toro), y se encontraron también más restos arqueológicos de templos sucesivos en las colinas de Dan en la frontera norte de Israel; en Arad en el Negev, y en Beerseba, ambos en el territorio de Judá. En Silo, Bethel, Guilgal, Mizpa, Ramá y Dan también se realizaban grandes festivales, sacrificios, votos, rituales privados, y disputas legales.

### Representación
El culto de Yahweh es notoriamente anicónico, lo que significa que Dios no se representaba mediante ninguna figura o ídolo. Esto no quiere decir que no tuviera ninguna representación simbólica, y los primeros israelitas adoraban presumiblemente en menhires, pero de acuerdo a los textos bíblicos el Templo en Jerusalén tenía un trono a Yahweh en la forma de dos querubines, con las alas de ambos extendidas para formar un asiento y una caja (el Arca de la Alianza) como escabel, aunque el trono en sí estaba vacío. No existe una explicación universalmente aceptada para dicho aniconismo, y una serie de eruditos afirman que de hecho Yahweh tenía representación antes de las reformas de Ezequías y Josías, bastante avanzado el período monárquico: por citar un estudio al respecto, "un aniconismo temprano, de facto o de otra manera, es evidentemente una proyección de la imaginación post-exilio" (MacDonald, 2007). Sin embargo, otros estudiosos señalan que no hay evidencia segura de ninguna representación antropomórfica de Yahweh durante todo el período pre-exílico.

## Sincretismo grecorromano
El sincretismo con la civilización grecorromana comienza con Alejandro Magno, quien hizo entrar en contacto al judaísmo con el helenismo. Esta posición conciliadora cambió radicalmente con el escritor alejandrino Mnaseas de Patara, quien vio en Yavé al «Seth-Tifón judío», siendo los tres representados como criaturas parecidas a burros, clasificando a sus adoradores como "onólatras".
El dominio romano de Judea fue establecido por Pompeyo, que para celebrar su exitosa conquista de Judea (Sitio de Jerusalén (63 a. C.)) mostraba una figura barbuda arrodillada agarrando una rama (un símbolo romano común de sumisión) subtitulado BACCHIVS IVDAEVS, que puede traducirse como «El Baco judío» o «Baco el judío». Se ha interpretado que la figura representa a Yahvé como una variedad local de Dionisio-Baco. Sin embargo, como las monedas acuñadas con dicha iconografía normalmente representan a personas vencidas, y no los dioses de un pueblo sometido, algunos han asumido que la moneda simplemente representa la rendición de un judío llamado "Baquio", a veces identificado como el rey asmoneo Aristóbulo II, que fue derrocado por la campaña de Pompeyo.
Historiadores como Tácito, Juan Lido, Cornelio Labeo y otros más, volvieron a identificar a Yahweh como Dioniso-Baco. Se sabe que los judíos utilizaban símbolos asociados con Dioniso, tales como el kílix, ánfora, hojas de hiedra y racimos de uvas. En Quaestiones Convivales, Plutarco escribió que los judíos rezaban gritando "Euoi" y "Sabi", frases asociadas a la adoración a Dioniso. Parece ser que los hablantes de griego confundieron palabras arameas como Sabbat, Aleluya, o incluso posiblemente alguna variante del nombre Yahweh con términos más familiares asociados con Dioniso. Otros escritores romanos, como Juvenal, Petronio y Floro, identificaron a Yahweh con el dios Caelus.
Yahweh es frecuentemente invocado en textos mágicos grecorromanos datados entre los siglos II a. C. y V d. C. En estos textos, a menudo se lo menciona junto con las deidades grecorromanas tradicionales y las deidades egipcias. Los arcángeles Miguel, Gabriel, Rafael y Uriel y los héroes culturales judíos como Abraham, Jacob y Moisés también son invocados con frecuencia. La aparición frecuente del nombre de Yahweh probablemente se debió a que los magos populares griegos y romanos buscaban hacer sus hechizos más poderosos a través de la invocación de una prestigiosa deidad extranjera.

### Dios Alado
Según el erudito en estudios bíblicos Gérard Nissim Amzallag, de la Universidad Ben-Gurion, el "Dios Alado" del dracma descubierto en Yehud Medinata no representa a Zeus, sino a Hefesto (siendo sus homólogos el egipcio Ptah, considerado el Creador; el romano Vulcano; el cretense Velchanos, etc.), Amzallag explica que los dioses de la metalurgia en el pasado eran venerados no sólo como dioses de las armas sino también como dioses de la creación.
Amzallag reitera dicho paralelismo mencionando Salmos 18:8 y 144:5, donde Yavé es representado como una deidad del fuego.
Amzallag también habla de cómo el dracma del "Dios Alado" es similar a la pintura de un vaso en la que aparece Hefesto regresando al Olimpo, desde su exilio en las orillas del Océano, montado en un carro alado o silla. La silla está decorada con las cabezas, alas y cola de una grulla. El dios lleva un mazo de herrero de dos cabezas.

### Citas
1. ↑  Edelman, 1995, p. 190.
2. ↑  Pyschny, 2021, pp. 26–27.
3. 1 2  Miller y Hayes, 1986, p. 110.
4. ↑  Liverani, Mario (2005). Más allá de la Biblia. Crítica, Barcelona p. 90-91. (Versión en español de Teófilo de Lozoya)
5. 1 2  Smith, 2002, p. 7.
6. 1 2  Knohl, 2017, pp. 172, 177.
7. ↑  Smith, 2010, pp. 96–98.
8. ↑  Miller, 2000, p. 1.
9. ↑  Dever, 2003b, p. 128.
10. ↑  Dijkstra, 2001, p. 92.
11. ↑  Hackett, 2001, pp. 158–59.
12. ↑  Smith, 2002, p. 72.
13. ↑  Wyatt, 2010, pp. 69–70.
14. 1 2 3 4  Betz, 2000, p. 917.
15. ↑  Alter, Robert (2018). The Hebrew Bible: A Translation with Commentary (en inglés). W. W. Norton & Company. ISBN 978-0-393-29250-3. «The strong consensus of biblical scholarship is that the original pronunciation of the name YHWH ... was Yahweh.»
16. ↑  Fahlbusch, Erwin; Lochman, Jan Milic; Bromiley, Geoffrey William; Mbiti, John; Pelikan, Jaroslav (14 de febrero de 2008). The Encyclodedia of Christianity, Vol. 5 (en inglés). Wm. B. Eerdmans Publishing. p. 823. ISBN 978-0-8028-2417-2. Consultado el 30 de mayo de 2022.
17. ↑  Lewis, 2020, p. 214.
18. ↑  Miller II, 2021, p. 18.
19. ↑  Parke-Taylor, 1975. "The view adopted by this study is as follows. The ehyeh aser ehyeh clause in Exodus 3:14 is a relatively late attempt to explain the divine name by appeal to the root hayah the verb "to be.""
20. ↑  Cross, Frank Moore (1973). Canaanite Myth and Hebrew Epic: Essays in the History of the Religion of Israel (en inglés). Harvard University Press. p. 71. ISBN 978-0-674-09176-4. Consultado el 30 de mayo de 2022.
21. ↑  Miller, 2000, p. 2.
22. 1 2  Day, 2002, pp. 13–14.
23. ↑  Elior, 2006, p. 779. , "... the pronunciation of the Ineffable Name was one of the climaxes of the Sacred Service: it was entrusted exclusively to the High Priest once a year on the Day of Atonement in the Holy of Holies."
24. ↑  Moore, George Foot (1911). "Jehovah" . En Chisholm, Hugh (ed.). Encyclopædia Britannica. Vol. 15 (11th ed.). Cambridge University Press. pp. 311–314.
25. ↑  Lewis, 2020, p. 211.
26. ↑  Day, 2002, p. 15.
27. ↑  Dever, 2003b, p. 125.
28. ↑  Kitz, 2019.
29. ↑  Freedman, O'Connor y Ringgren, 1986, p. 520.
30. ↑  Anderson, 2015, p. 510.
31. ↑  Grabbe, 2007, p. 151.
32. ↑  Dicou, 1994, pp. 167–81, 177.
33. ↑  Anderson, 2015, p. 101.
34. ↑  Grabbe, 2007, p. 153.
35. 1 2  Van der Toorn, 1999, p. 912.
36. ↑  Van der Toorn, 1999, pp. 912–13.
37. ↑  Van der Toorn, 1995, pp. 247–48.
38. ↑  Van der Toorn, 1995, p. 248.
39. ↑  Noll, 2001, pp. 124–126.
40. ↑  Cook, 2004, p. 7.
41. 1 2 3  Coogan y Smith, 2012, p. 8.
42. 1 2  Smith, 2002, p. 32.
43. ↑  Smith, 2002, p. 33.
44. 1 2  Hess, 2007, p. 103.
45. ↑  Coogan y Smith, 2012, pp. 7–8.
46. ↑  Handy, 1994, p. 101.
47. ↑  Smith, 2002, p. 8.
48. ↑  Smith, 2002, pp. 33–34.
49. ↑  Smith, 2002, pp. 8, 135.
50. ↑  Smith, 2002, p. 9.
51. ↑  Hackett, 2001, p. 158–159.
52. ↑  Hackett, 2001, p. 160.
53. ↑  Grabbe, 2010, p. 184.
54. ↑  Noll, 2001, p. 251.
55. ↑  Schniedewind, 2013, p. 93.
56. ↑  Smith, 2010, p. 119.
57. ↑  Hackett, 2001, p. 156.
58. 1 2 3  Davies, 2010, p. 112.
59. ↑  Miller, 2000, p. 90.
60. 1 2  Petersen, 1998, p. 23.
61. ↑  Hess, 2020, p. 247.
62. ↑  Vriezen y van der Woude, 2005, p. 18.
63. 1 2 3 4  Hess, 2012, p. 472.
64. 1 2  Albertz, 1994, p. 61.
65. ↑  Gnuse, 1997, p. 214.
66. ↑  Römer, 2015, p. sin páginas.
67. ↑  Smith, 2001, p. 140.
68. ↑  Smith, 2002, pp. 33, 47.
69. ↑  Niehr, 1995, pp. 54, 57.
70. ↑  Barker, 2012, pp. 80–86.
71. ↑  Vriezen y van der Woude, 2005, pp. 17–18.
72. ↑  Barker, 2012, p. 32.
73. 1 2  Ackerman, 2003, p. 395.
74. ↑  Barker, 2012, pp. 154–157.
75. ↑  Collins, 2005, p. 113.
76. ↑  Day, 2002, p. 143.
77. ↑  Barker, 2012, p. 41.
78. ↑  Smith, 2002, p. 47.
79. ↑  Smith, 2002, p. 74.
80. ↑  Eakin, 1971, pp. 70, 263.
81. ↑  McKenzie, 1990, p. 1287.
82. 1 2  Coogan, Brettler y Newsom, 2007, p. xxii.
83. ↑  Grabbe, 2010, pp. 2–3.
84. ↑  Davies y Rogerson, 2005, p. 89.
85. 1 2 3  Coogan, Brettler y Newsom, 2007, p. xxiii.
86. ↑  Berquist, 2007, pp. 3–4.
87. ↑  Grabbe, 2010, pp. 40–42.
88. ↑  Leech, 2002, pp. 59–60.
89. 1 2 3 4  Leech, 2002, p. 60.
90. ↑  Coogan, Brettler y Newsom, 2007, p. xxvi.
91. ↑  Wanke, 1984, pp. 182–183.
92. ↑  Albertz, 2003, p. 130.
93. 1 2  Albertz, 1994, p. 89.
94. ↑  Gorman, 2000, p. 458.
95. ↑  Davies y Rogerson, 2005, pp. 151–52.
96. ↑  Gnuse, 1997, p. 118.
97. ↑  Davies y Rogerson, 2005, pp. 158–65.
98. ↑  Cohen, 1999, p. 302.
99. ↑  Dever, 2003a, p. 388.
100. ↑  Bennett, 2002, p. 83.
101. ↑  Mettinger, 2006, pp. 288–90.
102. ↑  MacDonald, 2007, pp. 21, 26–27.
103. ↑  Albertz y Schmitt, 2012, p. 488.
104. ↑  Lewis, 2020, pp. 293–297.
105. ↑  Te Velde, Henk (1977). Seth, God of Confusion: A Study of His Role in Egyptian Mythology and Religion. Brill. p. 13. ISBN 978-9004054028.
106. ↑  Litwa, M. David (2021). «The Donkey Deity». The Evil Creator: Origins of an Early Christian Idea. New York, NY: Oxford University Press. ISBN 978-0-19-756643-5. OCLC 1243261365. «We see this tradition recounted by several writers. Around 200 BCE, a man called Mnaseas (an Alexandrian originally from what is now southern Turkey), told a story of an Idumean (southern Palestinian) who entered the Judean temple and tore off the golden head of a pack ass from the inner sanctuary. This head was evidently attached to a body, whether human or donkey. The reader would have understood that the Jews (secretly) worshiped Yahweh as a donkey in the Jerusalem temple, since gold was characteristically used for cult statues of gods. Egyptians knew only one other deity in ass-like form: Seth.»
107. ↑  Scott, 2015, pp. 169–172.
108. ↑  Scott, 2015, pp. 11, 16, 80, 126.
109. ↑  Levine, Lee I. Judaísmo y helenismo en la antigüedad: ¿conflicto o confluencia? University of Washington Press, 1998, http://www.jstor.org/stable/j.ctvcwnpvs., págs. 38–60
110. ↑  Lane, Eugene N. “Sabazius and the Jewish in Valerius Maximus: A Reexaminación." La Revista de Estudios Romanos, vol. 69, [Sociedad para la Promoción de Estudios Romanos, Cambridge University Press], 1979, págs. 35–38, https://doi.org/10.2307/299057.
111. ↑  Harlan, Michael (1995). Los monetarios republicanos romanos y sus monedas, 63 a.C.-49 a.C.. Seaby. pp. 115-118. ISBN 0713476729.
112. ↑  McDonough, 1999, p. 88.
113. ↑  Smith y Cohen, 1996a, p. 233.
114. ↑  Plutarco, Quaestiones Convivales, Question VI
115. ↑  McDonough, 1999, p. 89.
116. ↑  Smith y Cohen, 1996a, pp. 232–233.
117. ↑  McDonough, 1999, pp. 89–90.
118. ↑  Juvenal, Satires 14.97; Peter Schäfer, Judeophobia: Attitudes toward the Jews in the Ancient World (Harvard University Press, 1997), pp. 41, 79–80.
119. ↑  Petronio, frg. 37.2; Schäfer, Judeophobia, pp. 77–78.
120. ↑  Floro, Epitome 1.40 (3.5.30): "The Jews tried to defend Jerusalem; but he [Pompeius Magnus] entered this city also and saw that grand Holy of Holies of an impious people exposed, Caelum under a golden vine" (Hierosolymam defendere temptavere Iudaei; verum haec quoque et intravit et vidit illud grande inpiae gentis arcanum patens, sub aurea vite Caelum). Finbarr Barry Flood, The Great Mosque of Damascus: Studies on the Makings of an Umayyad Visual Culture (Brill, 2001), pp. 81 and 83 (note 118). El Oxford Latin Dictionary (Oxford: Clarendon Press, 1982, 1985 reprinting), p. 252, entry on caelum, cita a Juvenal, Petronio, and Floro como ejemplos de Caelus o Caelum "with reference to Jehovah; also, to some symbolization of Jehovah."
121. ↑  Betz, 1996.
122. 1 2  Smith y Cohen, 1996b, pp. 242–56.
123. ↑  Arnold, 1996.
124. ↑  https://www.thetorah.com/article/yhwh-the-kenite-god-of-metallurgy
125. ↑  «Jewish God Yahweh Originated in Canaanite Vulcan, Says New Theory». Haaretz (en inglés). Consultado el 19 de octubre de 2023.
126. ↑  Levin, Yigal (2020). «The Religion of Idumea and Its Relationship to Early Judaism». Religions (en inglés) 11 (10): 487. ISSN 2077-1444. doi:10.3390/rel11100487.
127. ↑  «The Name Yahweh», Yahweh before Israel (Cambridge University Press), 3 de diciembre de 2020: 162-184, ISBN 9781108875479, doi:10.1017/9781108875479.006, consultado el 19 de octubre de 2023.